# 蒙萨鲁什新镇
蒙萨鲁什新镇是葡萄牙阿威罗区的一个堂区。总面积23.6平方公里，总人口2001人，人口密度84.8人/平方公里。